# ICE T
ICE T는 도이체 반에서 인터시티익스프레스 노선 확대용으로 도입한 고속열차이다. 편성 량수에 따라서 411형(Baureihe 411)과 415형(Baureihe 415)으로 나뉘어 있으며, 오스트리아 연방 철도에서는 2006년부터 2020년까지 4011형(Baureihe 4011)으로 이 차량을 3편성 운행했다. 비전철 구간의 ICE 용도로 ICE TD를 동시에 기획했으나, ICE TD는 일찍 퇴역했다.

## 개요
ICE 2 도입 이후 전철화가 끝난 기존 노선에 투입하기 위해 인터시티 T를 개발했다. T는 동력분산식 차량을 뜻하는 Triebzug를 의미한다. 1999년부터 ICE 3가 도입한 2000년까지 동력분산식 인터시티익스프레스는 이 모델이 유일했다. 1994년 독일철도가 1997년에 40편성을 주문했다.
개발 시작 당시에는 독일 철도 제조사가 틸팅 기술이 부족했기 때문에 펜돌리노 모델로 유명한 피아트를 인수한 알스톰과 합작으로 개발되었다. 5량 1편성과 7량 1편성의 두 종류로 운행하고 있으며 5량 편성의 경우 독일철도 415계, 7량 편성의 경우 독일철도 411계로 구분하고 있다. 2002년에 추가 발주 당시 지멘스에서 제작을 했다. 그 결과 독일철도 411형의 경우 60량 증비되었다. 이 열차는 비용 절감 목표를 두고 설계되었다.
1999년 5월 31일 슈투트가르트 ~ 취리히 노선을 운행하기 시작했다. 같은 해 12월에 뒤셀도르프 ~ 마그데부르크 ~ 베를린 노선을 운행하기 시작했다. 베를린 ~ 뮌헨
노선과 프랑크푸르트 ~ 라이프치히 ~ 드레스덴 노선을 운행하기 시작했다.
2007년 시간표 개정으로 오스트리아 노선에 도입하기 위해 15편성이 개조되었고 오스트리아 연방 철도에 임대를 했다. 프랑크푸르트와 빈을 오가는 노선으로 일부 열차는 도르트문트를 경유한다.
그러나 기술적 문제로 인하여 2008년 12월 24일에 운행이 중단되었다. 같은 해 11월에 맞춰 다시 운행을 재개했고 기술적 결함 문제를 해결하기 위해 열차를 점검했다. 2009년 당시 독일철도 CEO인 하르트무트 메이도른은 차축을 교체하는 방안을 제안했다. 새로운 차축의 개발, 생산 및 도입하는 시기가 최대 2년이 소요될 것으로 예상되었다.

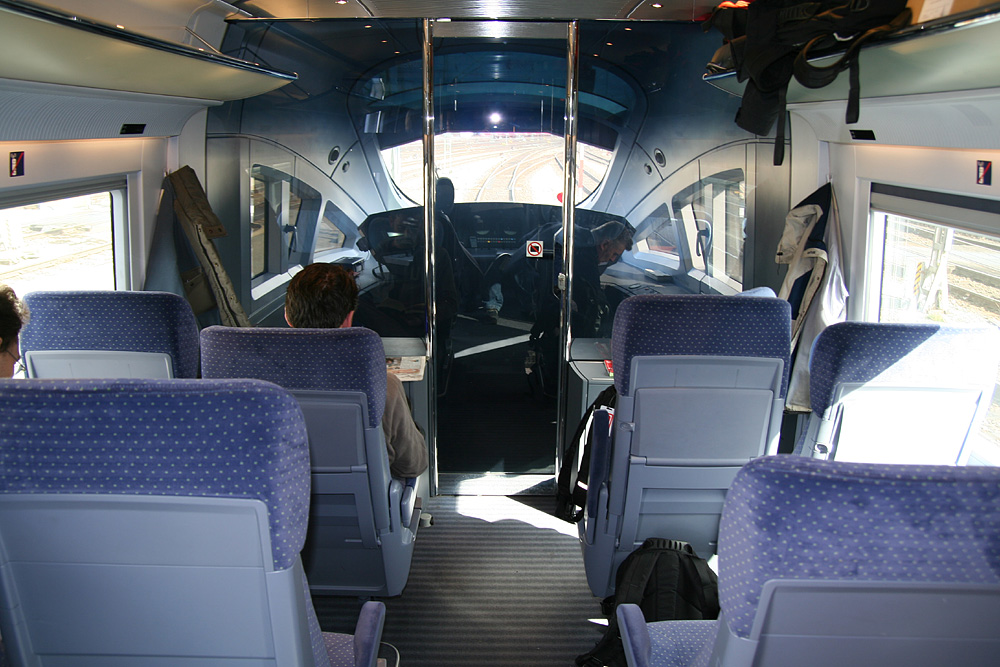
ICE T 좌석
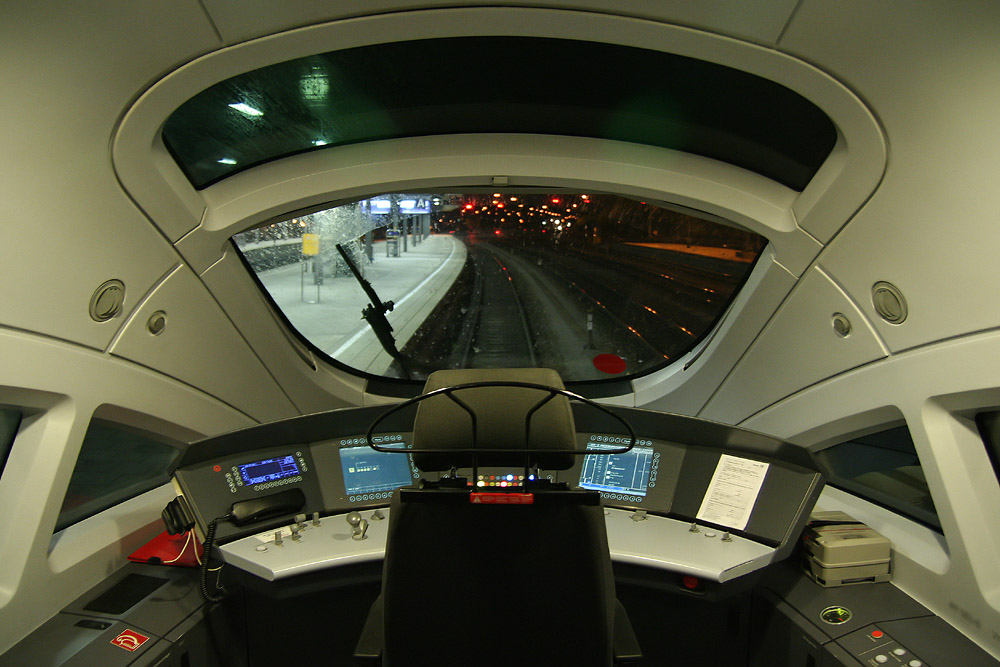
ICE T 운전석
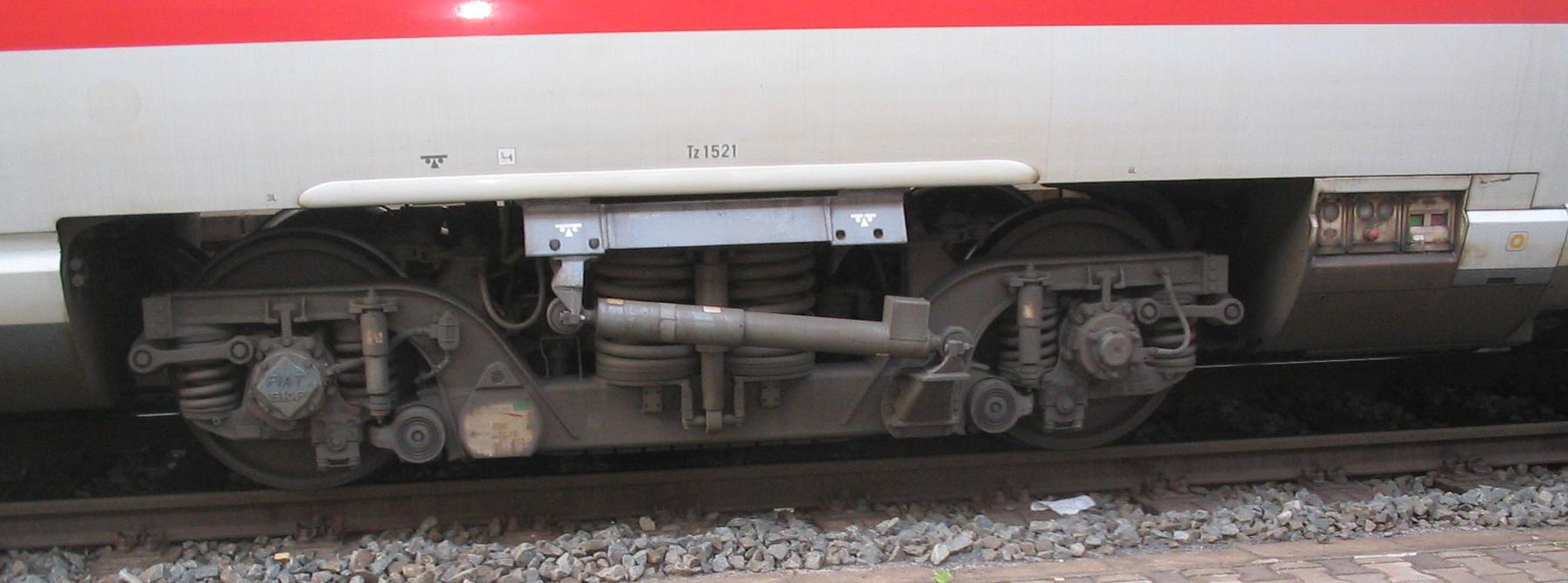
ICE T 대차

## 편성

### 411형

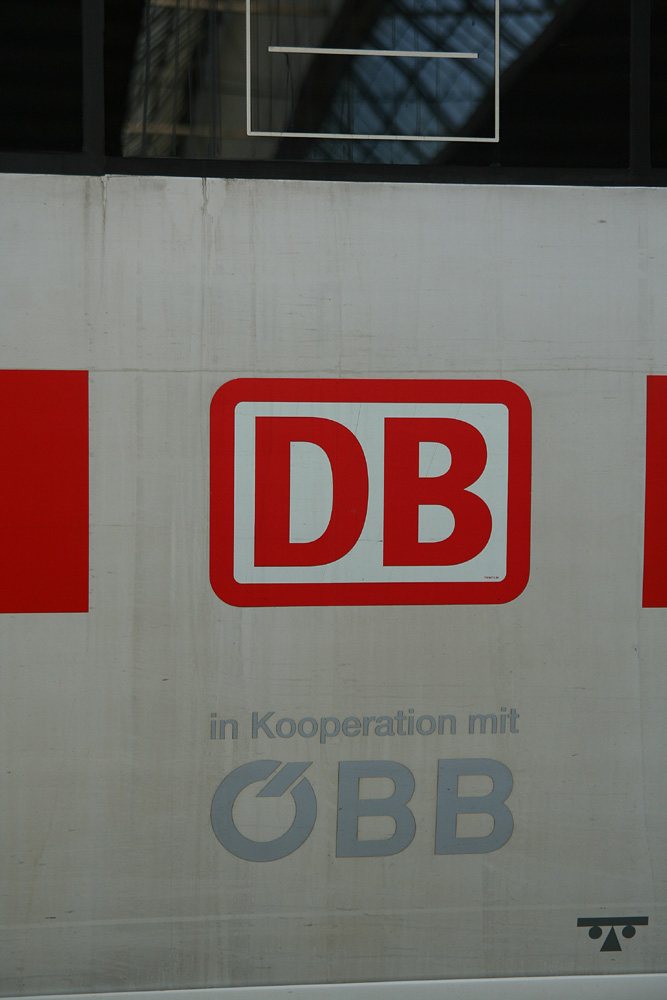
독일철도, 오스트리아 연방 철도 로고

1999년부터 2000년까지 1차분으로 32편성이 제조되었다. 2004년부터 2005년까지 28편성이 제작했는데 인터시티익스프레스 동력분산2호(독일어: InterCityExpress Triebzug, ICE T2)로 1차분보다 편성 인원이 증가되었다.
차량 편성은 다음과 같다.
- 411.5형: 1호차, 무동력 선두차(팬터그래프), 2등석
- 411.6형: 2호차, 동력차, 2등석
- 411.7형: 3호차, 동력차, 2등석
- 411.8형: 4호차, 부수차, 2등석
- 411.2형: 5호차, 동력차, 식당차
- 411.1형: 7호차, 동력차, 퍼스트, 2등석
- 411.0형: 8호차, 무동력 선두차(팬터그래프), 1등석

일부 편성은 스위스까지 운행하기 때문에 팬터그래프와 보안 장치의 지원을 받고 있다.
2007년부터 2020년까지는 3편성이 오스트리아 연방 철도에서 운행했다.

### 415형
독일 남부에서 스위스를 오가는 노선으로 1997년에 11편성이 제조되었다. 5량 편성 열차이다.
차량 편성은 다음과 같다.
- 415.5형: 1호차, 무동력 선두차(팬터그래프), 2등석
- 415.6형: 2호차, 동력차, 2등석
- 415.7형: 3호차, 동력차, 2등석
- 415.1형: 7호차, 동력차, 식당차, 2등석
- 415.0형: 8호차, 무동력 선두차(팬터그래프), 1등석

전 편성이 스위스까지 운행하기 때문에 팬터그래프와 보안 장치의 지원을 받고 있다.

## 같이 보기
- 틸팅 열차
- ICE TD
- ICE 3